# Eugnesia polita
Eugnesia polita är en fjärilsart som beskrevs av Louis Beethoven Prout 1916. Eugnesia polita ingår i släktet Eugnesia och familjen mätare. Inga underarter finns listade i Catalogue of Life.